# Stenochironomus pectinatus
Stenochironomus pectinatus är en tvåvingeart som beskrevs av Art Borkent 1984. Stenochironomus pectinatus ingår i släktet Stenochironomus och familjen fjädermyggor. Inga underarter finns listade i Catalogue of Life.